# 다니엘 슈바브
다니엘 슈바브(Daniel Schwaab, 1988년 8월 23일, 발트키르히 ~)는 독일의 은퇴한 축구 선수로, 과거 센터백으로 활약했다.

## 클럽 경력

### SC 프라이부르크
슈바브는 2 분데스리가의 SC 프라이부르크에서 프로 데뷔를 하였다. 그의 1군 2번째 시즌, 그는 전 경기에 출장하였다. 이 시즌동안, 그는 수비수임에도 불구하고 SC 프라이부르크의 6골을 기록하였다. 그는 이후 2009년 8월 8일에, 1. FSV 마인츠 05와의 영입 경쟁에서 승리한 1 분데스리가의 바이어 04 레버쿠젠은 그를 영입하는데 성공하였다.

## 국가대표 경력
그는 U-18 청소년 국가대표에 발탁됨으로써 국가대표팀과 인연을 맺었다. 그는 2009년 UEFA U-21 챔피언쉽에 독일 대표 일원으로 참여하여 우승을 경험하였다. 그는 결승전에 교체 투입되어 1경기 출장하였다. 그러나 그는 차기 대회 예선에서 주전으로 활약하였다.

## 수상
독일 U-21 국가대표팀
- UEFA U-21 챔피언쉽: 2009